# Ben Feldman
Ben Feldman (Potomac, Maryland, 27 de mayo de 1980) es un actor estadounidense. Ha participado en teatro incluyendo la obra de Broadway The Graduate, junto a Alicia Silverstone y Kathleen Turner. También actuó como personaje principal en El Hombre Perfecto junto a Hilary Duff e interpretó al hijo de Fran Drescher en la serie de televisión Viviendo con Fran.
De 2009 a 2011 ha aparecido de forma regular en la serie Drop Dead Diva como Fred, el ángel guardián de Jane Bingum. Feldman dejó la serie al inicio de la cuarta temporada, aunque realizó apariciones ocasionales. En abril del 2012, se unió al elenco de Mad Men, interpretando el personaje de  Michael Ginsberg. Desde 2015, Feldman ha aparecido como personaje principal de Jonah, en el sitcom Superstore.
Además de actuar, Feldman también tiene su propia marca de vino, Angelica Cellars.

## Vida personal
Feldman nació en Potomac, Maryland. Su padre Robert, dirige una agencia de publicidad y su tía materna es la chef Susan Feniger. Feldman fue criado en la fe judía de su padre, asistiendo a las denominaciones conservadoras y ortodoxas.
Participó en el teatro de campamento y escuela desde los seis años de edad y acudió al Winston Churchill High School de Potomac. Trabajó como consejero de campamento en el teatro y enseñó una clase de videografía durante varios veranos en Bethesda. Posteriormente asistió al Colegio de Ithaca en Nueva York, donde recibió una licenciatura en actuación. Después de graduarse, se trasladó a Nueva York, donde actuó en Broadway y finalmente se trasladó a Los Ángeles para actuar en el cine y televisión.
Feldman vive en Los Ángeles, California, y es copropietario de una marca de vino llamada Angelica Cellars. En 2012, Feldman se comprometió con Michelle Mulitz. Se casaron el 12 de octubre de 2013 en Smokey Glen Farm en Gaithersburg, Maryland. En noviembre de 2017, la pareja le dio la bienvenida su primer hijo, Charlie. Su segundo hija nació en mayo de 2019.